# Маньи-ле-Дезер
Маньи-ле-Дезер (фр. Magny-le-Désert) — коммуна на северо-западе Франции, находится в регионе Нормандия, департамент Орн, округ Алансон, центр одноименного кантона. Расположена в глубине Анденского лесного массива, в 39 км к северо-западу от Алансона  и в 72 км к северо-востоку от Лаваля.
Население (2018) — 1 401 человек. 

## История
Маньи на протяжении всей своей истории соперничал с соседним Ла-Ферте-Масе. Маньи был основан раньше, но сеньоры Ферте-Масе были сильнее, их крепость мощнее, и они доминировали над соседними территориями. Еще в VI веке в долине реки Гурб поселились отшельники; они же построили в Маньи первую часовню. Первая известная церковь была построена в Маньи в XII веке, но при ее строительстве использовали материалы более ранней, античной постройки. Отшельники жили в окрестностях Маньи на протяжении веков, в XIII веке они получили право бесплатного помола пшеницы на местной мельнице.
К XVIII веку отшельников становилось все меньше, а Великая Французская революция полностью их ликвидировала. Часовня была разорена и заброшена, и восстановлена только в 1875 году. В 1999 году ее крышу снесло во время урагана, и она была полностью восстановлена в 2000-х годах за счет муниципальных средств. Главная святыня часовни, статуя Святого Антония, была сохранена во время Революции, до настоящего времени находится в ней и является объектом культа у местных прихожан.

## Достопримечательности
- Церковь Нотр-Дам XIII века
- Часовня Святого Антония

## Экономика
Уровень безработицы (2018) — 7,2 % (Франция в целом —  13,4 %, департамент Орн — 10,4 %). 

Среднегодовой доход на 1 человека, евро (2018) — 20 730 (Франция в целом — 21 730, департамент Орн — 20 140).

## Демография
Динамика численности населения, чел.

## Администрация
Пост мэра Маньи-ле-Дезера с 2020 года занимает Клодин Белланже (Claudine Bellenger). На муниципальных выборах 2020 года единственным был список во главе с Даниэлем Мьетем (Daniel Miette), который занимал пост мэра коммуны 54 года и был избран вновь, но скончался в июле 2021 года. Новым мэром Маньи-ле-Дезера была избрана Клодин Белланже, второй номер в избирательном списке.
| Период | Период | Фамилия         | Партия                                       | Примечания |
| ------ | ------ | --------------- | -------------------------------------------- | ---------- |
| 1966   | 2020   | Даниэль Мьет    | Союз за французскую демократию Разные правые |            |
| 2020   |        | Клодин Белланже | Разные правые                                |            |

## Галерея

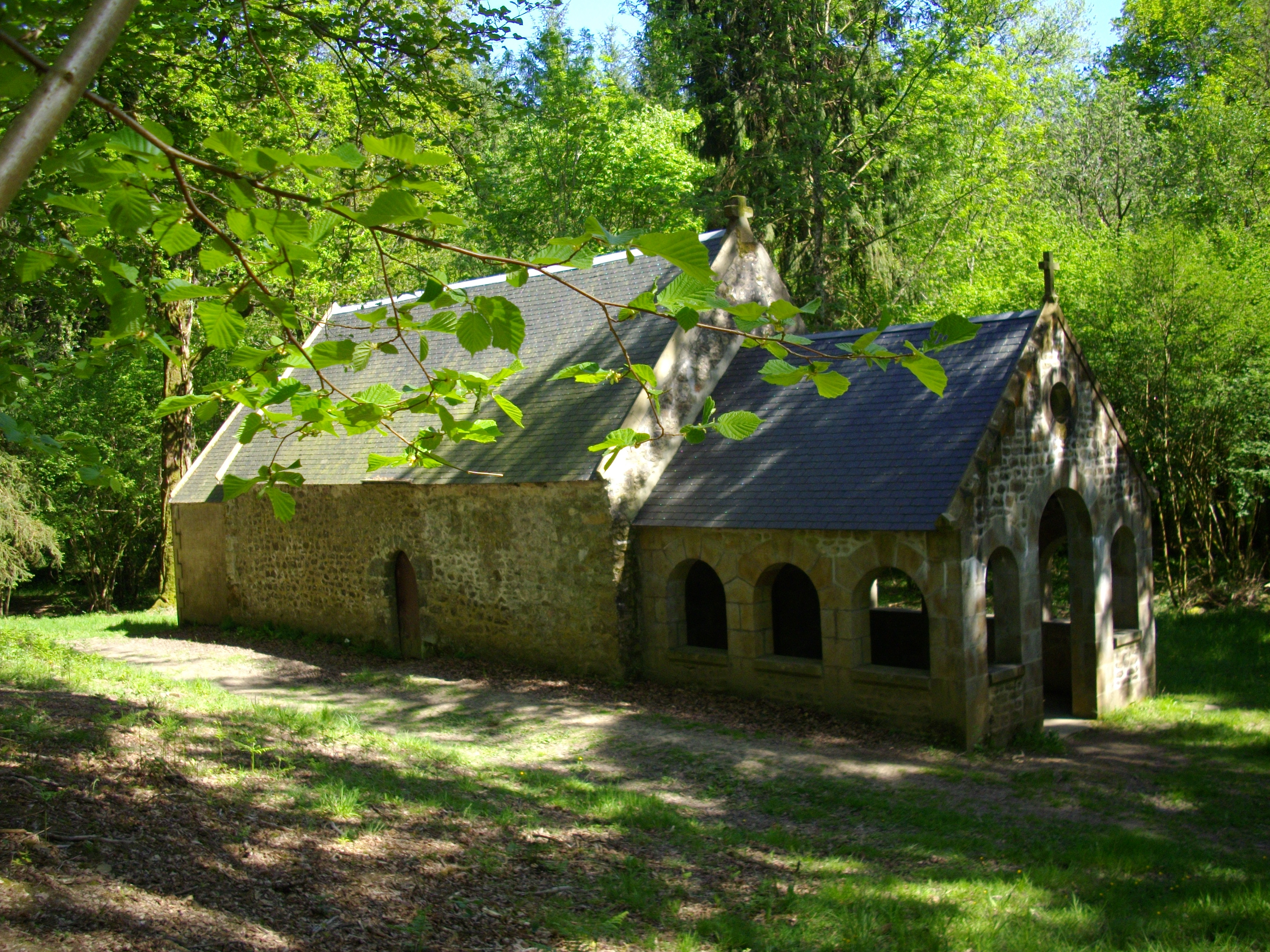
Часовня Святого Антония